# Cubocephalus oviventris
Cubocephalus oviventris är en stekelart som först beskrevs av Johann Ludwig Christian Gravenhorst 1829.  Cubocephalus oviventris ingår i släktet Cubocephalus och familjen brokparasitsteklar. Inga underarter finns listade i Catalogue of Life.